# Igor Sergeyev
Igor Vladimirovich Sergeyev (russisch И́горь Влади́мирович Серге́ев; * 30. April 1993 in Taschkent), hauptsächlich bekannt als Igor Sergeev, ist ein usbekischer Fußballspieler. 

## Karriere

### Verein
Der in der usbekischen Hauptstadt Taschkent geborene Igor Sergeyev entstammt der Jugendabteilung von Paxtakor Taschkent, wo der Stürmer im März 2011 in die erste Mannschaft befördert wurde. Am 5. März 2011 (2. Spieltag) gab er beim 2:0-Heimsieg gegen den FK Olmaliq sein Debüt in der höchsten usbekischen Spielklasse, als er in der Schlussphase für Stanislav Andreev eingewechselt wurde. Im weiteren Verlauf der Spielzeit 2011 kam er zu einem weiteren Kurzeinsatz und in der nächsten Spieljahr 2012 bestritt er fünf Ligaspiele. Am ersten Spieltag der Saison 2013 erzielte er beim 2:0-Heimsieg gegen Navbahor Namangan sein erstes Ligator. Der Sprung zum Stammspieler gelang ihm endgültig in der zweiten Hälfte dieser Spielzeit, die er letztlich mit fünf Treffern in 20 Ligaeinsätzen beendete.
Eine weitere Steigerung seiner Einsatzzeit und Torquote gelang ihm in dem darauffolgenden Spieljahr 2014, in der er mit elf Torerfolgen in 25 Ligaeinsätzen bereits zu den erfolgreichsten Schützen der Liga galt. Obendrein verlief auch für Paxtakor Taschkent die Saison hervorragend und endete mit dem erneuten Gewinn der Meisterschaft. Den ersten Dreierpack seiner professionellen Laufbahn erzielte er am 3. April 2015 (3. Spieltag) beim 3:1-Heimsieg gegen den FK Buxoro. In dieser Spielzeit 2015 war er der gefährlichste Angreifer der Spielklasse und leistete mit 24 Treffern in 30 Ligaeinsätzen einen wesentlichen Beitrag zur Verteidigung der Meisterschaft. Mit seiner hervorragenden Torausbeute wurde er außerdem Torschützenkönig. Bis zu seinem Wechsel konnte er auch in der Saison 2016 überzeugen und stand nach 15 Ligapartien bei 11 Toren.
Anfang Juli 2016 wechselte Sergeyev auf Leihbasis bis zum Ende des Spieljahres 2016 zum chinesischen Verein Beijing Guoan. Dort traf er auf seinen Landsmann und ehemaligen Teamkollegen Egor Krimets, der im vergangenen Januar in einem Leihgeschäft zum Erstligisten gestoßen war. Sein Debüt bestritt er am 9. Juli 2016 (16. Spieltag) beim torlosen Unentschieden gegen Tianjin Teda, als er in der 76. Spielminute Defensivmann Ralf ersetzte. In China gelang es ihm trotz einer Rolle als Starter nicht zu überzeugen und nach nur einem Tor in 14 Ligaeinsätzen trat er wieder die Heimkehr nach Usbekistan an. Dort erlebte er nach Anlaufschwierigkeiten aufgrund einer Verletzung wieder eine starke Spielzeit 2017, in der er 25 Ligaspiele absolvierte und dabei 13 Torerfolge verbuchen konnte.
Zum 1. Januar 2018 verließ er Paxtakor in Richtung Vereinigte Arabische Emirate zu al-Dhafra. Sein Debüt in der UAE Arabian Gulf League gab er am 11. Januar 2018 (12. Spieltag) bei der 0:1-Heimniederlage gegen den Emirates Club. Seinen ersten Treffer markierte er am 2:0-Heimsieg gegen den Dibba al-Fujairah Club. Auch sein zweiter Anlauf im Ausland glückte nicht und in dem halben Jahr beim Verein schaffte er in 10 Ligaeinsätzen nur einen Torerfolg.
Im Juli 2018 kehrte er deshalb wieder zu Paxtakor Taschkent zurück. In seiner Heimat erlebte er jedoch auch nur eine durchwachsene Rückrunde, in der er in 10 Ligaeinsätzen vier Treffer erzielte. In der nächsten Spielzeit 2019 fand er jedoch seine Form wieder und schoss seine Mannschaft mit 17 Toren zum Meistertitel und gewann anschließend auch den nationalen Pokal.
Nachdem er Ende der Saison 2020 erneut die Meisterschaft feiern konnte, wechselte Sergeev im Februar 2021 weiter zum kasachischen Erstligisten FK Aqtöbe. Bereits in seinem zweiten Ligaeinsatz beim 1:1-Unentschieden gegen Tobyl Qostanai konnte er einen Treffer erzielen. Nach 18 Erstligaspielen wechselte er im Juli 2021 zum Ligakonkurrenten Tobyl Qostanai nach Qostanai. Für Qostanai bestritt er 45 Ligaspiele.
Am 1. Juli 2021 zog es ihn nach Thailand. Hier unterschrieb er einen Vertrag beim Erstligisten BG Pathum United FC. Nach insgesamt 15 Ligaspielen, in denen er fünf Treffer erzielte, kehrte er Ende Dezember in seine Heimat zurück. Hier schloss er sich seinem ehemaligen Verein Paxtakor Taschkent an.

### Nationalmannschaft
Bei der U19-Asienmeisterschaft 2012 in den Vereinigten Arabischen Emiraten wurde Sergeyev mit sieben Treffern in fünf Einsätzen Torschützenkönig und erreichte er mit der usbekischen U19-Nationalmannschaft das Halbfinale. Ein Jahr später nahm er mit U20 an der U20-Weltmeisterschaft 2013 in der Türkei teil, wo er in allen fünf Spielen zum Einsatz kam und zwei Tore erzielte.
Am 10. September 2013 debütierte Sergeyev bei der 8:9-Niederlage nach Elfmeterschießen gegen Jordanien in der Qualifikation zur Weltmeisterschaft 2014 für die A-Nationalmannschaft, als er in der 59. Spielminute für Jasur Khasanov eingewechselt wurde. Im Elferschießen verwertete er seinen Versuch. Bereits in seinem zweiten Länderspiel am 15. Oktober desselben Jahres schoss er beim 3:1-Heimsieg gegen Vietnam in der Qualifikation zur Asienmeisterschaft 2015 sein erstes Tor. Usbekistan gelang auch durch einen starken Sergeyev erfolgreich der Schritt zur Endrunde in Australien, wo ihm in drei Einsätzen ein Torerfolg gelang. 2016 absolvierte Sergeev außerdem noch drei Testspiele für die U-23-Auswahl, bei denen er einen Treffer erzielen konnte.

## Erfolge

### Verein
Paxtakor Taschkent
- Usbekischer Meister: 2012, 2014, 2015, 2019, 2020
- Usbekischer Pokalsieger: 2011, 2019, 2020

Tobyl Qostanai
- Kasachischer Meister: 2021

BG Pathum United
- Thai League Cup: 2023/24

### Individuelle Auszeichnungen
- Torschützenkönig in der U19-Asienmeisterschaft: 2012
- Torschützenkönig in der Oʻzbekiston Superligasi: 2015